# 沃里克和萊明頓 (英國國會選區)

選區在华威郡的位置

华威和萊明頓（英語：Warwick and Leamington），英國國會一郡選區，包括西密德蘭华威郡华威區南部。主要城鎮包括华威和皇家利明頓溫泉。
設於1885年，1910年起一直由保守黨控制，直到1997年詹姆斯·普拉斯基特才代表工黨首度當選，但他2010年大選，被保守黨的克里斯·懷特以42.6%選票擊敗。